# Lord Voldemort
Lord Voldemort es un personaje ficticio, antagonista principal de la serie de novelas Harry Potter, de la escritora británica J. K. Rowling y el archienemigo de Harry Potter.
El nombre de nacimiento de Lord Voldemort es Tom Marvolo Riddle, nombre a partir del cuál creó un anagrama que indica “I am Lord Voldemort” (‘Vol-de-mort’ significa Vuelo de la Muerte en francés, por lo que se relaciona con su fuerte miedo a la muerte). Nació en el Orfanato de Wool, en Londres, el 31 de diciembre de 1926, y creció en la pobreza de un Londres de la posguerra, arraigando un gran miedo a la muerte luego de sobrevivir al Blitz en el Londres Muggle. Lord Voldemort murió en el Colegio Hogwarts de Magia y Hechicería, en las tierras altas de Escocia, el 2 de mayo de 1998, a manos de su enemigo profetizado: Harry James Potter.
En la serie de libros publicados por Rowling, Voldemort aparece por primera vez en la novela que inicia la serie, Harry Potter y la piedra filosofal, primera parte de la heptalogía. Es el último descendiente de Salazar Slytherin, uno de los fundadores del Colegio Hogwarts de Magia y Hechicería.
En la historia, Voldemort es el enemigo principal de Harry Potter, quien según una profecía, tiene el poder de vencerlo. La comunidad mágica teme tanto a Voldemort que prefiere referirse a él como «Quien-Tú-Sabes», «El-Que-No-Debe-Ser-Nombrado», o el «Innombrable», éste gran miedo se debe a una impresionante obra mágica: Un hechizo, o maleficio, del tabú, que provoca que cada vez que el nombre “Voldemort” sea mencionado en voz alta, éste, y por consecuencia, sus Mortifagos, reciban de manera inmediata las coordenadas de quién lo mencionó, apareciéndose ante ellos para poder asesinar a quién se atrevió a llamar al Lord Oscuro por su nombre. Sin embargo, Harry Potter y Albus Dumbledore no tenian problema en llamarlo por su nombre, alegando que “El miedo al nombre solo alimenta el miedo al hombre”.
Tom Marvolo Riddle fue un mago brillante, un prodigio mágico que obtuvo 12 O’s en sus EXTASIS, sin embargo, fue lentamente perdiendo su cordura debido a su obsesión con la inmortalidad, lo que le llevó a crear Horrocruxes, oscuros artefactos que garantizan el renacimiento a través de la fractura del alma luego de cometer el acto más atroz: eliminar una vida. 
Lord Voldemort creó 7 Horrocruxes, aunque uno fue completamente accidental. En orden, fueron: El diario de Tom Riddle, El anillo de la familia Gaunt, que poseia la piedra de la resurrección, El guardapelo de Salazar Slytherin, que su propia madre desesperada, embarazada y moribunda vendió por escasos sickles en Borgin y Burkes, la copa de Helga Hufflepuff, la Diadema de Rowena Ravenclaw, Nagini, y por último, y uno que autodestruyó: El alojado en la cicatriz de Rayo de Harry James Potter.

## Relaciones de Tom
Tom Marvolo Riddle nació en 1926, en un orfanato después de que su madre, Mérope Gaunt, muriera en el parto. En él, le hizo maldades variadas a sus compañeros (les robaba cosas, los hacía sufrir, etc) e incluso también se atrevió a matar animales, ya con la edad de 11 años tenía la capacidad de hablar con las serpientes (lengua pársel).
Tras 12 años, en 1938 llegó a la escuela de magia y hechicería de Albus Dumbledore, que en ese momento era tan solo un profesor de Hogwarts para entregarle la carta de admisión al mismo colegio, la que Tom aceptó.
En sus años en Hogwarts, Tom realizó maldades junto con sus nuevos seguidores, que luego se llamarían Mortífagos. Ningún profesor se dio cuenta de que las tragedias sucedidas en Hogwarts, como la apertura por primera vez de la cámara de los secretos y sus principales incidentes. Además, Tom era uno de los alumnos predilectos de varios profesores, estando entre ellos Horace Slughorn.
En el sexto año escolar de Tom, él abrió la Cámara de los Secretos. El monstruo de Salazar Slytherin contenido en el sitio, que era un basilisco, mató a una alumna, de nombre Myrtle Elizabeth Warren (quien después se vería convertida en un fantasma y conocida como Myrtle La Llorona). Cuando la escuela amenazaba con cerrar, Tom culpó a Rubeus Hagrid, el cual ocultaba una pequeña acromántula llamada Aragog en el castillo, de ser el responsable del incidente. Como consecuencia Hagrid fue expulsado, aunque posteriormente Dumbledore vigiló a Tom días y noches enteras después del incidente y junto a Harry Potter logró demostrar que Hagrid era inocente de aquel incidente.
Dos años después de concluir sus estudios en Hogwarts, Tom se presentó como candidato para el puesto como profesor en la materia de Defensa contra las Artes Oscuras al director de aquella época, 
Armando Dippet. Sin embargo, este le negó el puesto al ser demasiado joven. 
Tiempo después trabajó en la tienda Borgin y Burkes. Uno de los encargos de la tienda le llevó hasta Hepzibah Smith, una descendiente de Helga Hufflepuff. La señora Smith le mostró la copa de Hufflepuff y el guardapelo de Slytherin como acción de negocio y esto resulta bastante tentador para Tom, quien empezó a trazar un plan. Después de eso, la señora Smith murió envenenada a manos de Tom, y él modificó la memoria de la elfina doméstica de Smith, Hokey, haciéndola creer que ella la había envenenado sin querer. Poco después, Riddle dejó la tienda en el Callejón Knockturn y desapareció. Algunos testigos dijeron que estaba en un bosque de Albania, más tarde se demostraría que estaba buscando la diadema de Rowena Ravenclaw para convertirla en un Horocrux. Después de ir a Albania, volvió a Hogwarts para preguntarle al nuevo director, Albus Dumbledore, si podía trabajar ahora como profesor de Defensa Contra las Artes Oscuras. La petición le fue denegada otra vez por Dumbledore, ya que nunca confió en él.

## Transformación en lord Voldemort
Lord Voldemort desapareció al intentar asesinar a Harry Potter el 31 de octubre de 1981. En el cuarto libro de la saga, o sea entre los años 1994 y 1995, Voldemort, con ayuda de Colagusano o Peter Pettigrew, renació en el cementerio de Pequeño Hangleton, donde estaba enterrado Tom Riddle Sr., el padre de lord Voldemort. Al renacer, su aspecto era muy diferente al que había tenido cuando estaba en Hogwarts. Cuando estaba estudiando en la famosa escuela, era un muchacho apuesto. En cambio, al renacer, su piel era muy blanca que y sus ojos eran rojizos como los de una serpiente, animal del que era gran fanático; su nariz estaba tan aplastada como la de una serpiente y sus dedos eran anormalmente largos. Según dicen, el prodigioso mago Albus Dumbledore, creía que el aspecto del Señor Tenebroso había cambiado al crear tantos Horrocruxes, ya que era antinatural separar el alma en tantas partes, aunque hay otra teoría que dice que su nuevo aspecto se debía a su creciente maldad.
El nombre de «Lord Voldemort» proviene de una serie de anagramas creados con base al verdadero nombre del Señor Tenebroso. Con el nombre real (en inglés) «Tom Marvolo Riddle», se puede hacer la frase: «I am Lord Voldemort» que en español se traduce como: «Soy Lord Voldemort», razón por la cuál en algunas traducciones del libro el nombre es cambiado a "Tom Sorvolo Ryddle", para que cuadrara el anagrama.

### Antes de nacer
Marvolo Riddle, descendiente de Salazar Slytherin y Cadmus Peverell, tenía dos hijos, Morfin y Mérope («una repugnante squib», como la describía su padre). Mérope estaba locamente enamorada del hijo de un terrateniente muggle, Tom Riddle Sr. Un día, su hermano Morfin la descubrió observando con interés a Tom Riddle (ellos, al ser descendientes de Slytherin, odiaban a los muggles), y enfurecido lanzó una maldición contra él. Cuando un miembro del Ministerio trató de llevárselo y él no aceptó, lo encerraron en Azkaban junto con su padre Marvolo (que había dañado a los que trataron de llevarse a Morfin).
Así, Mérope se fue de la casa y demostrando un gran talento empezó a controlar a Tom Riddle Sr. por medio de una poción de amor, haciendo que él se fuera con ella. Se casaron y posteriormente Mérope quedó embarazada. En ese momento dejó de darle la poción a su esposo creyendo que no la dejaría criar al bebé sola y que con el tiempo que llevaban juntos se enamoraría de ella. Sin embargo, Tom Riddle Sr. la abandonó. Meses después ella dio a luz en un orfanato muggle de Londres, el 31 de diciembre de 1926. Mérope murió inmediatamente. Su hijo recibió el nombre de Tom Marvolo Riddle en el orfanato en el que este vivió los once primeros años de su vida. Una de las razones por las que Riddle odiaba a los muggles fue porque su padre Tom Riddle Sr. abandonó a su madre. Años después se vengó de su padre matándolo, al igual que a sus abuelos, con la varita de su tío Morfin y modificando su memoria para hacerlo creer que él fue quien asesinó a los muggles.

### Descripción física

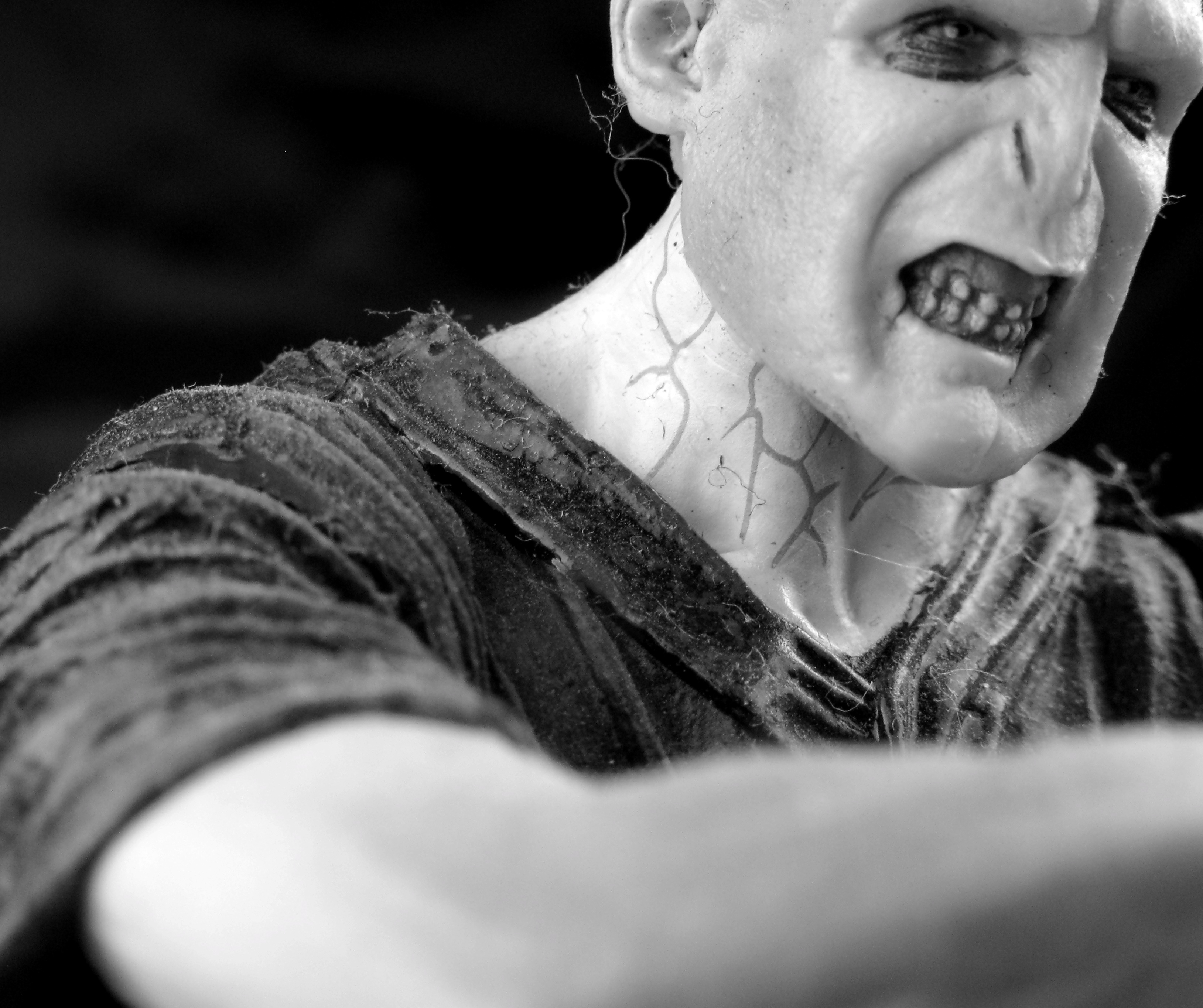
Figura de lord Voldemort hecha por el artista y escultor Kevin Dooley.

En su adolescencia, se describe a Tom Riddle como un joven muy apuesto, de cabello negro, tez blanca y ojos de color castaño, alto (medía 1,80 m (5′ 11″)) y muy parecido a su padre. Después de su "resurrección", Voldemort es descrito como un ser alto (1,96 m (6′ 5″)), calvo, pálido cual muerto viviente, con ojos rojos con pupilas verticales, en lugar de una nariz tiene dos orificios nasales como rendijas parecidos a los de una serpiente, dedos de la mano anormalmente largos, con una boca sin labios y una voz fría, aguda y susurrante. El cambio (al menos en su versión cinematográfica, ya que en El primer libro de la serie Harry Potter sí aparece con nariz) se cree que se debió al dar una parte de su alma a su pitón Nagini, ya que cuando poseyó al profesor Quirinus Quirell, aún conservaba la nariz.

### Familia Riddle
Los Riddle eran una familia descendiente de Salazar Slytherin y el segundo hermano Cadmus Peverell. Estos son antepasados de Tom Riddle (lord Voldemort). La familia la componen Marvolo Gaunt y sus hijos, Morfin y Mérope.

#### Mérope Riddle
Tenía el cabello lacio y sin brillo, la cara pálida, de toscas facciones y era bizca. Era maltratada por su familia y, a pesar de ser bruja, no sacaba el máximo partido a sus poderes al estar sometida a su padre.
Mérope estaba enamorada de un muggle llamado Tom Riddle, lo que hacía que su padre la despreciara aún más, ya que su familia era sangre limpia.
Ella poseía el relicario de Salazar Slytherin, que más adelante sería utilizado por Voldemort como Horrocrux.
Cuando se llevaron a su padre y a su hermano a Azkaban, Mérope realizó un filtro del amor para hacérselo beber a Tom Riddle Sr. y así este se enamoró de ella y dejó a su compañera Cecilia para casarse.
Mérope falleció tras dar a luz a su hijo, Tom Marvolo Riddle (que más adelante se convertiría en lord Voldemort), en el orfanato Wools en el que este pasó los once primeros años de su vida.

#### Sorvolo Gaunt
Marvolo era un mago viejo, arrogante y orgulloso; durante un tiempo tuvo problemas económicos debido a los derroches de algunos parientes, hasta que se casó con la maga que le dio sus 2 hijos.
Lo único que poseía de valor de su familia era un anillo de Cadmus Peverell que tenía engarzada una piedra negra, que en realidad era "La Piedra de la Resurrección", una de Las Reliquias de la Muerte; se piensa que Marvolo Gaunt, no sabía que tenía esta Reliquia en su poder. Esta piedra tenía grabado un dibujo que según decía Marvolo era el escudo de armas de los Peverell (se cree que los Peverell inspiraron la leyenda de "La fábula de los tres hermanos" en "Los cuentos de Beedle el Bardo"), pero que, en realidad, tal como descubriría Harry Potter en el séptimo libro, es el símbolo de las Reliquias de la Muerte.
Marvolo Gaunt fue condenado por el Wizengamot a pasar seis meses en Azkaban por herir a varios empleados del ministerio.
Cuando volvió a casa se encontró una nota de su hija contándole que se había marchado con Tom Riddle Sr. y Marvolo no tardó mucho tiempo en morir.

#### Morfin Gaunt
Morfin era un mago que, al igual que sus familiares, tenía ojos pequeños y oscuros, bizqueaban (se cree que es producido por la endogamia que sufrían las familias "supremacistas" mágicas).
El Wizengamot lo condenó a ir a Azkaban, al igual que a su padre, pero este tuvo que estar tres años allí por agredir a varios muggles, entre los que se encontraba Tom Riddle sénior.
Cuando volvió a casa su hermana ya no estaba y su padre había muerto. Luego se conocería con su sobrino Tom quien averiguaba sus orígenes, pero se mostró ante él seco; razón para que Tom lo manipulara para que creyera que dio muerte a Tom Riddle Sr. y a los muggles.

### Metas
Voldemort, el heredero de Slytherin, desde siempre aspiraba a la inmortalidad, la dominación del mundo mágico y la limpieza de sangre (siendo él mestizo, ya que su padre era muggle), ya que él creía que solo los magos y brujas de sangre pura deberían existir en el mundo mágico y dejar fuera de él a los muggles y a los "sangre sucia" (una persona con padres muggles pero que tiene poderes mágicos). Ese es su ideal, aun llevando sangre muggle en sus venas, pero encontró un obstáculo para sus fines y ese fue Harry Potter quien, siendo apenas un bebé, logró hacer de Voldemort un ser muy débil, arrebatándole sus poderes y desvaneciendo su cuerpo, reduciendo su existencia a algo sin apenas vida que no se podía valer de sí mismo. Para adoptar forma física debía poseer los cuerpos de animales o de otras personas (como el profesor Quirinus Quirrell). Gracias a la protección de su madre logró tal hazaña un bebé de tan solo un año de edad. Pero cuando se supo la noticia, todo el mundo mágico se alegró de los hechos sucedidos. Tal fue el terror que engendró entre los habitantes del mundo mágico que éstos evitaban pronunciar su nombre (Albus Dumbledore siempre intento convencer a todos de que "el temor al nombre, solo incrementa el temor al hombre").

### Primera guerra Mágica
Durante once años (desde 1970 hasta 1981) Voldemort dominó el mundo de los magos, sumiéndolo en la oscuridad y el terror y valiéndose de un grupo de magos subordinados (mortífagos) y de criaturas abominables como gigantes, acromántulas e incluso dementores. En sus tiempos de gloria su señal era la Marca Tenebrosa.
No obstante, Voldemort se enteró a través de una profecía de que un niño iba a representar un obstáculo para su rápido ascenso al poder; el niño que elige como representante de esta profecía resulta ser Harry Potter, aunque también pudo elegir a Neville Longbottom, ya que ambos cumplían con lo predicho (nacidos al concluir el séptimo mes y que sus padres hayan escapado de la muerte tres veces ante Voldemort, esto se predijo por Sybill Trelawney antes de ser profesora en el Colegio Hogwarts de Magia y Hechicería).

### Derrota
Decidido a eliminar la amenaza, el 31 de octubre Voldemort acude a la casa de los Potter, en el Valle de Godric , donde ellos estaban escondidos bajo un poderoso encantamiento (el encantamiento Fidelio), y mata a los padres de Harry, empezando por su padre, James, quien creyendo estar totalmente protegido se descuidó y olvidó su varita por lo cual Voldemort lo mata fácilmente, dejándolo tirado en el suelo, después va por el niño, pero la madre se interpone y pide a Voldemort que la mate a ella en vez de al niño; este le dice a Lily que se aparte (por una petición de Severus Snape, su "sirviente"), pero ella se niega, y entonces Voldemort la mata. Lo que desconocía Voldemort es que el sacrificio de su madre protegió a Harry con magia antigua. Por esa razón, cuando Voldemort lanza la maldición asesina, Avada Kedavra, ésta le rebota y queda así convertido en nada, en un ser que no tiene cuerpo físico y que no puede valerse por sí mismo, además de que gracias a esto Voldemort pierde una parte de su alma, que se le transfiere a Harry. Con esto, aparte de concederle a Harry el don de hablar con las serpientes (lengua Pársel) y poseer una conexión directa con la mente de Voldemort (especialmente cuando siente un pensamiento o sentimiento intenso), Voldemort hizo de Harry por medio de la cicatriz el penúltimo horrocrux, uno que este no planeo hacer. Harry no se da cuenta de ello hasta que revisa los pensamientos de Severus Snape, en la cual Dumbledore le explica cómo llegó a ser el penúltimo Horrocrux (accidental) de Voldemort.

### La Profecía
Un día de invierno, en un bar de Hogsmeade, la profesora Trelawney pronunció lo que más tarde pasaría a llamarse "la profecía". Su contenido es el siguiente:

«El único con poder para derrotar al Señor tenebroso se acerca. Nacido de los que lo han desafiado tres veces, vendrá al mundo al concluir el séptimo mes... Y el Señor tenebroso lo señalará como su igual, pero él tendrá un poder que el Señor tenebroso no conoce... Y uno de los dos deberá morir a manos del otro, pues ninguno de los dos podrá vivir mientras el otro siga con vida...»

Con esta profecía Voldemort supo que tenía que derrotar al niño que naciera a finales de julio; en la comunidad mágica, habían nacido Harry Potter y Neville Longbottom. Voldemort decidió asesinar a Harry Potter, pero no resultó; Harry Potter siguió vivo gracias a la bondad de su madre, quien murió en vez de Harry. Voldemort no contaba con ese tipo de poder: el amor.
Voldemort pasó diez años (desde 1980 hasta 1990) escondido en distintos bosques y países, principalmente en el bosque de Albania. Durante este tiempo usó cuerpos de diferentes animales, especialmente serpientes. Allí conoció al profesor Quirinus Quirrell, quien estaba de viaje durante las vacaciones de verano. La influencia de Voldemort sobre él, cambió sus principios acerca de la magia. Asimismo, accedió a enseñar  en Hogwarts (en el año que Harry estudiaba primero, él cambió a Defensa contra las Artes Oscuras). Voldemort en ese momento vive como un parásito en el cuerpo del profesor Quirrell, específicamente en su nuca. Logra mantener esta unión bebiendo sangre de unicornio, que garantiza la «inmortalidad» a un alto costo (una media vida, un vida maldita) mientras espera recuperar su cuerpo, y durante el primer año de Harry Potter en Hogwarts, intenta robar la piedra filosofal (bajo la custodia de Albus Dumbledore) con la intención de ganar forma corpórea otra  vez. Harry logra detenerlo en su intento, con la ayuda de sus amigos Ron Weasley y Hermione Granger.

### Segunda guerra Mágica
Después de algún tiempo él había perdido todas las esperanzas de recuperar su cuerpo físico. Pero algo ocurrió, un servidor suyo, Peter Pettigrew (más conocido como Colagusano) apareció en busca de su amo. Es entonces cuando Voldemort recupera fuerzas y se ingenia un plan para recuperar su cuerpo. Pettigrew usa el veneno de Nagini y la sangre de unicornio para darle a su amo un cuerpo rudimentario; el cual le daba su característica apariencia aunque del tamaño de un bebé necesitando siempre la ayuda de Colagusano aunque sus poderes aún estaban débiles. Posteriormente utiliza un conjuro llamado Hueso (usa uno de su padre), Carne (de su sirviente Colagusano) y Sangre (de un enemigo). Utiliza la sangre de Harry, pensando que de esa forma al recuperar su cuerpo tendría también la protección de la madre de Harry), y sirviéndose de Harry Potter al finalizar el torneo de los tres magos. Harry, por medio de Barty Crouch hijo (que es un mortífago), quien por medio de la poción multijugos había tomado la imagen de Ojoloco Moody, es engañado para caer en manos de Voldemort. Harry y Voldemort se enfrentan en un duelo que termina gracias a un efecto de sus varitas mágicas llamado Priori Incantatem, que provoca que las dos varitas se conecten, haciendo que la varita de Voldemort comience a escupir los hechizos que había realizado y que la varita de Harry absorbiera parte de su poder, esto se debe a que ambas varitas son hermanas, en su interior tienen las únicas dos plumas del mismo fénix.
Durante el quinto libro, el Ministerio de Magia niega rotundamente el regreso de Voldemort y los únicos que saben de su regreso son Harry, Dumbledore, los amigos de Harry, la Orden del Fénix y los mortífagos. Tras un intento fallido de hacerse con el registro de la profecía de Harry que se guardaba en el Departamento de Misterios, tiene un enfrentamiento con Albus Dumbledore tras el que finalmente huye. Descubre la conexión que existe entre su mente y la de Harry, pero decide no seguir usándola en su provecho cuando descubre que sus intrusiones en la mente de Harry le causan un terrible daño debido a la proximidad al alma de Harry.
En el sexto libro de la saga, se descubre que lord Voldemort sobrevivió al encuentro con Harry Potter, cuando le rebotó su propia maldición, gracias a que había dividido su alma en seis fragmentos almacenados en unos objetos conocidos como Horrocruxes, que deben ser destruidos para que pueda morir totalmente.En el último libro se revela que Harry Potter es el séptimo Horrocrux, el cual no había sido planeado por lord Voldemort.
En el último Libro, la guerra continúa, Voldemort asesina a Ojoloco Moody y mediante el asesinato de Rufus Scrimgeour (ministro de magia) pone a un ministro títere, Pius Ticknesse, a quien controla mediante la maldición Imperius controlando así el Ministerio de Magia. Los demás mortifagos también matan a Fred, Dobby, Lupin, Tonks y Colin Creevey.
Voldemort, en los últimos capítulos, busca la varita más poderosa que existe, la Varita de Saúco (una de las Reliquias de la Muerte), para así poder destruir a Harry Potter de una vez por todas. Dicha varita, estaba en posesión de Albus Dumbledore, quien la había conseguido del entonces poderoso mago tenebroso Gellert Grindewald en un enfrentamiento que tuvieron en el año 1945. Así que profanando la tumba de Albus Dumbledore, Voldemort obtiene la varita. Sin embargo, al no ser el dueño legítimo de la varita esta no actuó como él esperaba, no incrementó sus poderes ni le dio las habilidades que él deseaba, por lo tanto decide asesinar a Severus Snape (ya que Voldemort creyó erróneamente que el dueño legítimo de la varita era Snape, dado que este asesino a Dumbledore) pero el dueño real resultaba ser Draco Malfoy, ya que fue él quien desarmó a Dumbledore aquella noche en la torre de astronomia, mucho antes de que Snape lo matara y luego Harry desarmó a Malfoy quitándole su varita original (cuando fue acorralado en la mansión de los Malfoy), aún sin ser la Varita de Sauco, por lo que su lealtad había cambiado a Harry Potter respectivamente. Cuando Voldemort intenta asesinar a Harry con la Varita de Saúco, siendo este último su dueño legítimo; la varita se niega a atacar a su dueño (Harry), así que la maldición lanzada por Voldemort rebota y este muere, dado que antes todos los fragmentos de su alma (Horrocruxes) ya habían sido destruidos.

## Películas
En las películas, varios actores interpretaron a lord Voldemort, pero al que más se refieren como actor del personaje es a Ralph Fiennes, quien lo protagonizó en los largometrajes Harry Potter y el cáliz de fuego, Harry Potter y la Orden del Fénix y Harry Potter y las Reliquias de la Muerte, aunque también es destacable la actuación de Christian Coulson en Harry Potter y la cámara secreta y por Frank Dillane en la versión adolescente y Hero Fiennes-Tiffin de niño en Harry Potter y el misterio del príncipe; además de la voz de Ian Hart en Harry Potter y la piedra filosofal.

## Diferencias entre el libro y la película
Su muerte en la versión fílmica fue alterada; en el libro su muerte fue presenciada en el gran comedor de Hogwarts, mientras que en la película fue en el patio principal del mismo, además que su cuerpo termina hecho pedazos después de que su propia maldición asesina le rebotara cuando intenta matar a Harry Potter.
En mayo de 2017, las productoras independientes Freshcream y Tryangle revelaron el tráiler de una nueva película no oficial de la saga, que en esta ocasión tendría a Voldemort como protagonista. La película se conoce como Voldemort: El origen del heredero, y fue estrenada el 13 de enero de 2018.

## Anagrama
El verdadero nombre de lord Voldemort es "Tom Marvolo Riddle", pero por su odio hacia los muggles, a su padre y a ser un nombre más (como él mismo confesaba a Dumbledore, "Hay demasiados Toms"), se lo cambió. Reordenó las letras del mismo y de esa manera forma la frase I am Lord Voldemort, que significa "Yo soy Lord Voldemort".
Voldemort es una expresión francesa (el vuelo de la muerte) que se utiliza cuando una persona se ha escapado de morir. En los libros, el peor temor de Voldemort es la muerte, por eso es que trata de huir de ella por medio de horrocruxes.
Al traducir los libros al castellano, para mantener el anagrama se le cambió el nombre por el de "Tom Sorvolo Ryddle", con cuyas letras se puede formar la frase "Soy Lord Voldemort". Sin embargo en las versiones para Latinoamérica se respetaron el nombre y la frase original en inglés, aclarando su significado entre paréntesis.
Aun así las películas, han conservado su frase original "I Am Lord Voldemort".

## Impacto cultural
Varias campañas han utilizado la figura de Voldemort para comparar su maldad con la influencia negativa de algunos políticos, medios de comunicación en general y grandes corporaciones.
Algunos medios de comunicación y opositores del político neolaborista Peter Mandelson se han referido a él con el sobrenombre «Lord Voldemort» o «Lord Mandelson» por su influencia en el gobierno de Gordon Brown. El sitio web Wal-Mart Watch, un portal que denuncia los problemas de la cadena de supermercados Wal-Mart, creó una sección en la que parodia a la serie Harry Potter comparando a la cadena con Voldemort bajo el nombre de «Tenebroso Señor Waldemart» (The Dark Lord Waldemart). En la página puede leerse el siguiente texto descriptivo sobre el personaje:

Lord WaldeMart tomó el alma que Sam Walton, fundador de Wal-Mart, le había infundido a la compañía de su familia y la hizo añicos, convirtiendo a Wal-Mart en un monstruo corporativo sin rostro que destruye las tiendas de mamá y papá, negándole a los elfos domésticos el acceso al Hospital San Mungo de Enfermedades y Heridas Mágicas, asesinado involuntariamente a la gente del agua con la contaminación de sus lagos y ríos y discriminando entre magos mestizos, sangres sucia, gigantes, hombres lobos, centauros y cualquiera que no sea un mago de sangre pura.

También existe una campaña llamada Stop Big Media («Detengan a los Grandes Medios de Comunicación») emprendida por la organización Harry Potter Alliance para luchar por la consolidación de los medios de comunicación y «por lo que Harry, la Orden del Fénix y Potterwatch no tuvieron: el derecho a una prensa libre». La campaña recibió apoyo de varias bandas de wizard rock que aportaron canciones para el álbum recopilatorio Rocking Out Against Voldemedia. Otra utilización del nombre del personaje en relación a la música se encuentra en el título del álbum Voldemort Can't Stop the Rock!, de la banda Harry and the Potters. Voldemort es un tema recurrente en las letras de las canciones de estas bandas, como se ve en las canciones del mencionado álbum «The Dark Lord Lament» y «Flesh, Blood, and Bone».
El Señor Tenebroso también ha sido objeto de parodias varias. En la decimotercera temporada de Los Simpsons, el personaje Montgomery Burns –un multimillonario ruin y despiadado– aparece caracterizado como Lord Montymort. La referencia apareció en uno de los segmentos del episodio Treehouse of Horror XII, uno de los capítulos que la serie dedica a parodiar películas y series de ciencia ficción, fantasía o terror para la fecha de Halloween. Otras versiones bufas del personaje se encuentran en la serie The Grim Adventures of Billy & Mandy y en The Potter Puppet Pals. En el primer caso, la serie dedica varias entregas a parodiar la saga de J. K. Rowling presentando a Nigel Planter (Harry Potter, en la versión doblada para Latinoamérica) y a su enemigo Lord Moldybutt (o Lord Baldomero en el doblaje). Cada vez que alguien de la serie pronuncia el nombre del brujo ocurre alguna catástrofe, por lo general al propio Muldybutt. En uno de los episodios se revela que Muldybutt no intentaba asesinar a Nigel Planter (como Voldemort a Harry) sino que era el abogado de sus padres e intentaba contactar al muchacho para darle su herencia.
The Potter Puppet Pals, una serie de sketches creados por Neil Cicierega. En uno de los episodios («Trouble at Hogwarts»), Voldemort es asesinado con una ametralladora; en otro («The Mysterious Ticking Noise») muestra como Voldemort asesina a Snape, Harry, Ron, Hermione y Dumbledore con una bomba. El episodio se hizo acreedor del premio a la Mejor comedia del año 2007 en YouTube.
En 2011, después del estreno de Las Reliquias de la Muerte - II fue parodiado en múltiples videos en YouTube, tanto por sus gritos en la película como de la risa burlona que genera luego de haber creído matar a Harry Potter (la famosa frase: «Harry Potter is dead», y su risa: «heh heh heh»); se hicieron inclusive canciones con dichas interjecciones.
La revista Time publicó una artículo de humor gráfico «Continuing the Magic» en la que Voldemort se asocia con Harry para triunfar en Broadway en una supuesta continuación llamada «Dark Lord of the Dance» (El Señor Tenebroso de la Danza).
En 2012, para la ceremonia de inauguración de los Juegos Olímpicos en Londres, se alzó una enorme figura del personaje, mientras J. K. Rowling leía un cuento para niños.